# 道の駅くにさき
道の駅くにさき（みちのえき くにさき）は、大分県国東市にある国道213号の道の駅である。

## 施設
- 駐車場
  - 普通車：43台
  - 大型車：2台
  - 身障者用：2台
- トイレ
  - 男：大 6器（2器）、小 12器（5器）
  - 女：13器（5器）
  - 身障者用：2器（1器）

※（）内は、24時間利用可能
- 公衆電話
- 公衆FAX
- 情報コーナー（8:00 - 22:00）
- レストラン「銀たちの郷」
- 喫茶コーナー「夢咲茶屋」
- 物産販売「黒津之庄」
- 国東市サイクリングターミナル（9:00 - 22:00、宿泊可）

## 休館日
- 年末年始

## アクセス
- 国道213号

大分県道413号杵築安岐国東自転車道線（国東半島サイクリングロード）の途上にも位置しており、全国に25箇所あるサイクリングターミナルのひとつである国東市サイクリングターミナルが設けられている。

## 周辺
- 黒津崎海岸
- 大分空港